# Gottlieb von Jagow
Gottlieb von Jagow (Berlin, 1863. június 22. – Potsdam, 1935. január 11.) a Német Birodalom külügyminisztere volt az 1913-tól 1916-ig terjedő időszakban. Megjósolta mind Nagy-Britannia, mind az Egyesült Államok belépését az első világháborúba.

## Élete
Gottlieb von Jagow 1863. június 22-én született Berlinben egy ősi brandenburgi család gyermekeként. Jogi végzettséget szerzett, majd 1895-ben diplomáciai pályára lépett. 1907-től 1909-ig Luxemburgban, 1909-től 1913-ig pedig Olaszországban látott el diplomáciai szolgálatot. 1912-ben segédkezett a Hármas szövetség megújításában. 1913-ban a Német Birodalom külügyminiszterévé nevezték ki.
Meggyőződése volt, hogy az Orosz Birodalommal való háború elkerülhetetlen, azonban nem hitte, hogy 1914 nyara a megfelelő időpont lett volna a német fél számára. Az első világháborút megelőző időben támogatta az Osztrák–Magyar Monarchia politikáját és törekvéseit. Emellett azonban erősíteni kívánta az angol-német kapcsolatokat, ezért elítélte Alfred von Tirpitz tengernagy ambícióit és angolokkal való haditengerészeti rivalizálását. A gyarmati politikát illetően is a megbékélésre törekedett.
Fenti nézetei alapján óvatos, szinte pesszimista tanácsadója volt a kevésbé megfontolt II. Vilmos német császárnak. Angolbarát nézetei hatására, melyet a háború előtti német politikai elit többsége gyakorlatilag elutasított, kifejezésre juttatta azon véleményét, hogy a közvélekedéssel szemben egy kontinentális háború esetén Nagy-Britannia valószínűleg nem tudja majd megőrizni semlegességét. Ennek ellenére szerepe nem volt teljesen egyértelmű a júliusi válság idején.
A válság idején helyeselte Theobald von Bethmann-Hollweg kancellár álláspontját, aki támogatta az Osztrák–Magyar Monarchia Szerbiával szembeni fellépését. Ezt azonban valószínűleg abban a reményben tette, hogy egy együttes, közös fellépéssel elkerülhető lesz egy komolyabb háború, bár tisztában volt azzal, hogy Orosz Birodalommal való összecsapás elkerülhetetlen lesz.
Jagow nem volt militarista beállítottságú. A Schlieffen-tervvel szemben szkeptikus és elutasító volt, mivel az Belgium semlegességének megsértésén alapult. A háború előrehaladtával ellenezte az Alfred von Tirpitz tengerészeti miniszter és tengernagy által képviselt korlátlan tengeralattjáró-háború bevezetését, helyesen megjósolva, hogy az az Egyesült Államok első világháborúba való belépéséhez vezet.
Mikor az I. marne-i csatát követően bebizonyosodott az, hogy Helmuth von Moltke nem tudja megvalósítani a Schlieffen-tervet, Jagow azonnali béketárgyalásokat javasolt. Tirpitz tengernaggyal való ellentéte végül pozíciójának elvesztésébe került 1916 novemberében. A háború után, 1919-ben Ursachen und Ausbruch des Weltkriegs címmel kiadta emlékiratait. További szerepet nem játszott a német politikában. 1935. január 11-én hunyt el Potsdamban.